# Abri de Los Toros del Prado del Navazo
L'abri des Taureaux de la Prairie du Verger (en espagnol, abrigo de los Toros del Prado del Navazo) est un abri sous roche situé dans la commune d'Albarracín (comarque de la Sierra de Albarracín), dans la province de Teruel, en Aragon, en Espagne,.
Cet abri sous roche, qui abrite des peintures rupestres appartenant au style de l'art schématique ibère, fait partie de l'ensemble dénommé Art rupestre du bassin méditerranéen de la péninsule Ibérique, inscrit au Patrimoine mondial par l'Unesco en 1998 (sous la référence 874-605). Il est protégé comme Bien d'Intérêt Culturel depuis 1999 (cote RI-51-0009461).

## Situation
L'abri se trouve dans la Sierra d'Albarracín. Il est l'un des sites rupestres les plus importants du parc culturel d'Albarracín.

## Historique
Le site a été découvert en 1892 par Marconelle, puis étudié par l'abbé Henri Breuil en 1910 et par Juan Cabré en 1911.

## Description

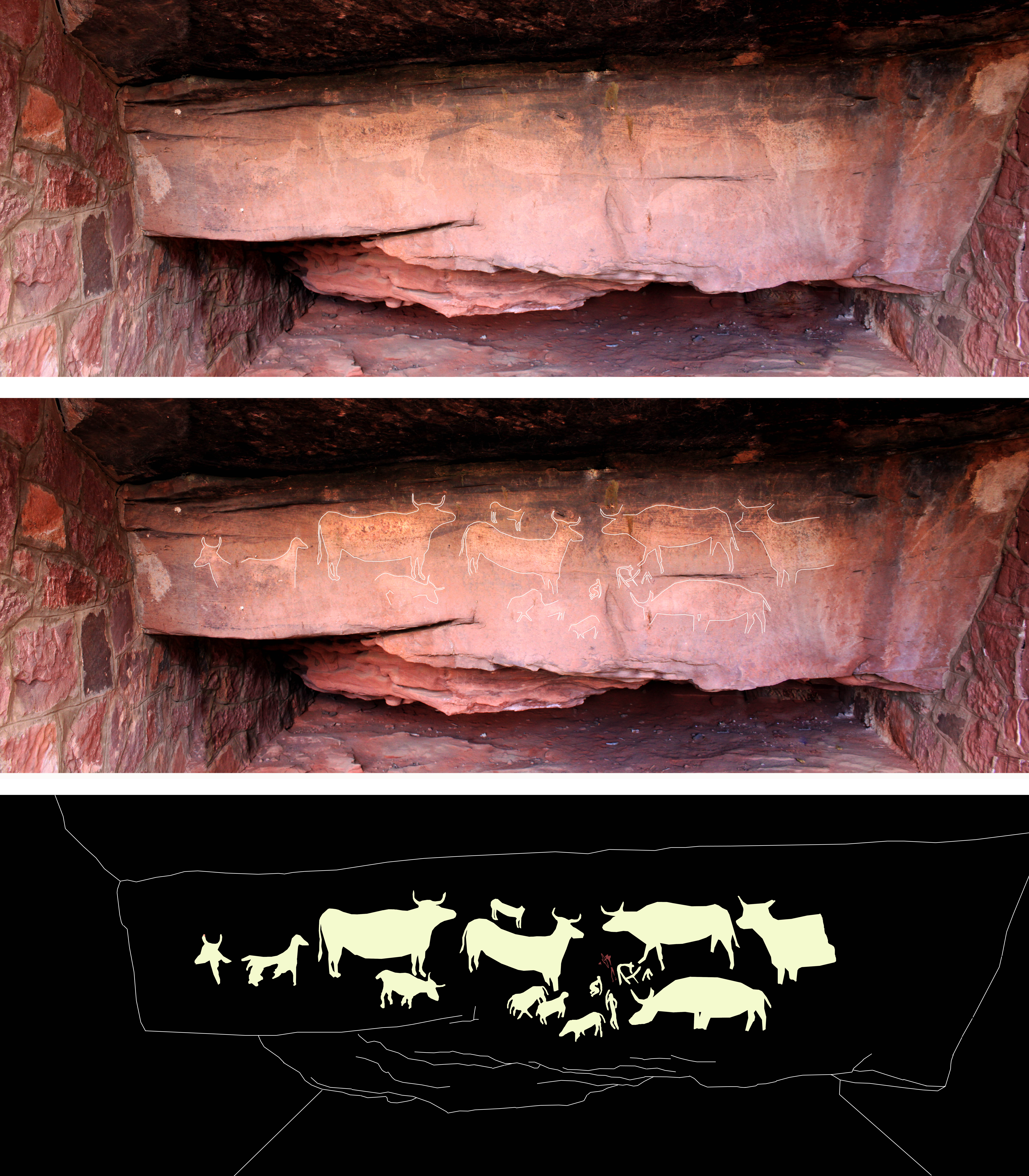
Fresque des taureaux

Les peintures rupestres appartiennent à l'art schématique ibère, un style pictural caractérisé par l'abstraction et la simplification des représentations d'animaux et d'êtres humains, réduites à des traits verticaux et des lignes horizontales. Ce style s'étend du Néolithique à l'Âge du bronze et est attribué à des sociétés sédentaires agricoles.
La frise rupestre de 4 m de long comporte 19 figures, dont 9 sont de grands bovidés réalisés en couleur blanc jaunâtre, sauf un taureau réalisé en noir. Elle présente aussi 5 figures anthropomorphes réalisées en linéaire, identifiées comme des archers.